# 3317 Paris
3317 Paris је Јупитеров тројански астероид са пречником од приближно 116,26 .
Афел астероида је на удаљености од 5,878 астрономских јединица (АЈ) од Сунца, а перихел на 4,549 АЈ.
Ексцентрицитет орбите износи 0,127, инклинација (нагиб) орбите у односу на раван еклиптике 27,882 степени, а орбитални период износи 4348,705 дана (11,906 годину).
Апсолутна магнитуда астероида је 8,30 а геометријски албедо 0,062.
Астероид је откривен 26. маја 1984. године.